# Tab (Indiana)
Pour les articles homonymes, voir Tab.
Tab est une localité non incorporée du Prairie Township, comté de Warren, dans l'Indiana, aux États-Unis ; elle est située dans la partie nord-ouest du comté, à l'intersection de la County Road 650 North et de la Bee Line Railroad. Le cours d'eau Jordan Creek prend sa source à quelques kilomètres au nord-est de Tab et passe à l'est du village.